# Bolchoï Nesvetaï
La rivière Bolchoï Nesvetaï (ou grand Nesvetaï, en russe : Большо́й Несвета́й) est un affluent de la rivière Touzlov (dans le bassin du Don) situé sur sa rive gauche dans le sud de la Russie d’Europe. D’une longueur de 71 km elle draine un bassin de 966 km2.

## Géographie
La rivière prend sa source sur le flanc sud du plateau du Donets, au nord du khoutor Petrovski et coule vers le sud. Elle traverse les villages de Sambek et Rodionovo-Nesvetaïskaïa et se jette dans la rivière Touzlov à 44 km de sa confluence avec l’Aksaï.